# Agência Lupa
Agência Lupa é uma startup de sociedade anônima  criada em 2015 por Cristina Tardáguila e registrada na Junta Comercial do Rio de Janeiro. Ela apresenta-se como a primeira agência de checagem de fatos a operar no Brasil.

## Histórico
A Agência Lupa apresenta-se como a primeira agência a trabalhar exclusivamente com checagem de fatos no Brasil. No entanto, Aos Fatos, site também conhecido por checagem de fatos profissional, foi lançado meses antes sem se apresentar especificamente como uma agência.
Anteriormente, Cristina Tardáguila trabalhava no primeiro blog de checagem de fatos do país, o Preto no Branco, criado pelo grupo Globo em 2014, e usou o blog como modelo para a Lupa. Até 2018, seu financiamento se deu através da Editora Alvinegra, de João Moreira Salles, criador da Revista Piauí. Apesar do investimento inicial, Tardáquila diz que a agência é independente e não passa pelo crivo criativo da Piauí.
Em seus dois primeiros anos de funcionamento, a Lupa trabalhava apenas com checagem de fatos, o Lupa Jornalismo. A agência faturava comercializando conteúdo para veículos de informação como Google, Folha de S.Paulo, UOL, Yahoo!, Terra, rádio CBN, Época, Metrópoles, Correio, Gazeta do Povo, O Liberal, A Crítica, Correio Braziliense, O Tempo, Catraca Livre e GloboNews. Além disso, ela também se sustentava com doações através do PayPal ou PagSeguro.
Em 2017, criou o LupaEducação, que ensina técnicas para a checagem de fatos e sensibilização para os riscos da desinformação.
Em 2018, a agência tornou-se signatária do Third Party Fact-checking Project da Meta e ampliou seu trabalho para o debunking, a verifcação de conteúdo publicado por fontes não ofciais. Ela recebeu um investimento de R$ 250 mil da empresa. Ela também lançou o Lupe!, um chatbot no Facebook Messenger que auxilia o usuário a avaliar se determinada informação é verdadeira ou falsa.
Em 2019, Tardáquila saiu do cargo de CEO para tornar-se diretora adjunta da International Fact Checking Network (IFCN), Do qual a Lupa é signatária. No mesmo ano, a Lupa aderiu ao Projeto Credibilidade. Em junho, a Lupa criou seu Conselho de Negócios, com o objetivo de se tornar uma startup autosustentável. No mesmo ano, a agência lançou o podcast Verifca, o primeiro sobre checagem de fatos do país. Ela também treinou jornalistas e integrantes dos Tribunais Regionais Eleitorais para se prepararem para as próximas eleições municipais.
Em junho de 2020, a Lupa, em parceria com o Instituto Serrapilheira, criou o CoronaVerifcado, para verificar informações sobre a pandemia de COVID-19. A agência recebeu um investimento em torno de R$ 100 mil.
Em 2021, a jornalista Natália Leal tornou-se CEO da Agência Lupa.
Em junho de 2022, a agência lançou seu novo site em parceria com o UOL, sendo hospedado dentro da Revista Piauí.

## Políticas
A lupa analiza assuntos sobre  política, economia, cidade, cultura, educação, saúde e relações internacionais. Ela checa afrmações feitas por personalidades de destaque nacional, assuntos de interesse público (que afetem o maior número de pessoas possível) ou que tenham ganhado destaque na imprensa ou na internet recentemente. Ela também faz a checagem de anúncios publicitários, slogans e imagens, mas não checa opiniões. Após a checagem dos fatos, a Lupa costuma a inserir etiquetas sobre seu verdito final. Elas são: "verdadeiro", "verdadeiro, mas", "ainda é cedo para dizer", "exagerado", "contraditório", "subestimado", "insustentável", "falso" e "de olho".
Em seu portal, a agência disponibiliza sua metodologia, histórico e informações sobre seu orçamento e funcionários, incluindo cidade de onde escrevem seus jornalistas, o cargo que ocupam, o endereço de e-mail em que podem ser localizados, quais os temas em que eles têm particular interesse ou sobre os quais possuem mais experiência, assim como a lista de textos que já assinaram.
A Lupa incentiva que seus leitores denunciem erros cometidos pela agência. Quando isto ocorre, o erro é corrigido e é inserido uma nota explicativa na página em questão.